# Electronic Entertainment Expo 2011
Electronic Entertainment Expo 2011 (сокр. E3 2011) — 17-я международная выставка компьютерных игр Electronic Entertainment Expo (E3). E3 является ежегодной торговой выставкой в индустрии компьютерных игр, которая проводится организацией Entertainment Software Association (ESA). Е3 2011 проходила с 7 по 9 июня 2011 года включительно в Los Angeles Convention Center. E3 используется многими разработчиками компьютерных игр для презентации своих будущих игр и игрового аппаратного обеспечения. E3 2011 активно освещалась и транслировалась американским телеканалом G4.
Основными, ключевыми событиями на Е3 2011 стала демонстрация компанией Sony своей новейшей портативной игровой консоли PlayStation Vita и официальный анонс новейшей игровой консоли от компании Nintendo — Wii U.

## Сводка
Как и в предыдущие годы, на выставке доминировали анонсы и презентации от трёх основных производителей консолей: компаний Nintendo, Microsoft и Sony. После окончания выставки отраслевые аналитики расценили презентацию Wii U от Nintendo крупнейшим событием на E3 2011, отмечая при этом, что демонстрация портативной консоли PlayStation Vita от Sony также вызвала значительный интерес прессы.
Некоторые медиа-издания описали Wii U как первую официально представленную консоль восьмого поколения.
Компания Microsoft не имела каких-либо значимых анонсов аппаратного обеспечения, однако показала ряд игр, разработанный под использование её контроллера Kinect.

### Пресс-конференция
Konami провела свою собственную пресс-конференцию до начала Е3 2011 — 2 июня 2011 года, — и показала на ней свои будущие игры. В показе были представлены «живые» мероприятия в ряде городов: Лос-Анджелес, Торонто, Сан-Паулу и Мехико.
Пресс-конференция компании Microsoft проходила 6 июня 2011 года (UTC−7), за день до начала Е3. Она фокусировалась на Xbox 360 и называлась «Xbox 360 E311 Media Briefing». Игра Call of Duty: Modern Warfare 3 была показана во время пресс-конференции Microsoft.
Пресс-конференция Sony также прошла за день до начала Е3. Она была направлена на PlayStation Vita и PlayStation 3.
Пресс-конференция Nintendo была проведена 7 июня 2011 года в 9 часов утра (UTC−7) в Nokia Theatre. Nintendo раскрыла преемника своей консоли Wii — Wii U, релиз которой запланирован на 2012 год. Для посетителей выставки был доступен прототип консоли, на котором можно было поиграть в некоторые игры.

## Список наиболее заметных игр
Ниже представлен список компьютерных игр, которые наиболее сильно были представлены на E3 2011. Многие из этих игр были анонсированы на мероприятии, по многим были продемонстрированы первые ролики.
2K Games
- BioShock Infinite (PC, PS3, Xbox 360)
- Duke Nukem Forever (PC, PS3, Xbox 360)
- The Darkness II (PC, PS3, Xbox 360)
- XCOM (PC, Xbox 360)

Activision
- Call of Duty: Modern Warfare 3 (PC, PS3, Xbox 360)
- Prototype 2 (PC, PS3, Xbox 360)
- Skylanders: Spyro's Adventure (PC,PS3, Wii, Xbox 360)
- Spider-Man: Edge of Time (PS3, Wii, Xbox 360)
- X-Men: Destiny (PS3, Xbox 360)

Atlus
- Catherine (PS3)

Bethesda
- Prey 2 (PC, PS3, Xbox 360)
- Rage (PC, PS3, Xbox 360)
- The Elder Scrolls V: Skyrim (PC, PS3, Xbox 360)

Capcom
- Asura's Wrath (PS3, Xbox 360)
- DmC Devil May Cry (PS3, Xbox 360)
- Megaman Legends 3 (3DS)
- Resident Evil: Operation Raccoon City (PC, PS3, Xbox 360)
- Resident Evil Revelations (3DS)
- Resident Evil: The Mercenaries 3D (3DS)
- Street Fighter X Tekken (PS3, Xbox 360, PSVita)

Crytek
- Ryse (Xbox 360)

Deep Silver
- Dead Island (PC, PS3, Xbox 360)
- Risen 2 (PC, PS3, Xbox 360)

Electronic Arts
- Battlefield 3 (PC, PS3, Xbox 360)
- FIFA 12 (3DS, PC, PS3, PSP, Wii, Xbox 360)
- Kingdoms of Amalur: Reckoning (PC, PS3, Xbox 360)
- Madden NFL 12 (3DS, PC, PS3, PSP, Wii, Xbox 360)
- Mass Effect 3 (PC, PS3, Xbox 360)
- Need for Speed: The Run (3DS, PC, PS3, Wii, Xbox 360)
- Overstrike (PS3, Xbox 360)
- Shadows of the Damned (PS3, Xbox 360)
- SSX (PS3, Xbox 360)
- Star Wars: The Old Republic (PC)

Konami
- Metal Gear Solid HD Collection (PS3, Xbox 360)
- Metal Gear Solid 3: Snake Eater 3D (3DS)
- Silent Hill: Book of Memories (PSVita)
- Silent Hill: Downpour (PS3, Xbox 360)
- Silent Hill HD Collection (PS3, Xbox 360)
- Zone of the Enders Collection (PS3, Xbox 360)

Lionhead Studios
- Fable: The Journey (Xbox 360)

LucasArts
- Kinect Star Wars (Xbox 360)

Microsoft
- Forza Motorsport 4 (Xbox 360)
- Gears of War 3 (Xbox 360)
- Halo: Anniversary Edition (Xbox 360)
- Halo 4 (Xbox 360)
- Kinect Disneyland Adventures (Xbox 360)
- Kinect Sports: Season Two (Xbox 360)

Namco Bandai
- Ace Combat 3D (3DS)
- Ace Combat: Assault Horizon (PS3, Xbox 360)
- Dark Souls (PS3, Xbox 360)
- Inversion (PS3, Xbox 360)
- Ridge Racer Unbounded (3DS, PC, PS3, Xbox 360)
- Soulcalibur V (PS3, Xbox 360)
- Tales of Graces ƒ (PS3)
- Tales of the Abyss (3DS)
- Tekken (Wii U)

Natsume
- Rune Factory: Tides of Destiny (PS3, Wii)

Nintendo
- Animal Crossing 3DS (3DS)
- Dragon Quest Monsters: Joker 2 (DS)
- Fortune Street (Wii)
- Kid Icarus: Uprising (3DS)
- Kirby Wii (Wii)
- Luigi’s Mansion 2 (3DS)
- Mario Kart 7 (3DS)
- Mario Party 9  (Wii)
- Paper Mario (3DS)
- New Super Mario Bros. Mii (Wii U)
- Star Fox 64 3D (3DS)
- Super Mario 3D Land (3DS)
- Super Smash Bros 4 (3DS, Wii U)
- The Legend of Zelda: Ocarina of Time 3D (3DS)
- The Legend of Zelda: Skyward Sword (Wii)
- Игры для Wii U (Wii U)

Nival
- Prime World (PC)

Sega
- Aliens: Colonial Marines (PC, PS3, Wii U, Xbox 360)
- Anarchy Reigns (PS3, Xbox 360)
- Binary Domain (PS3, Xbox 360, PC)
- Captain America: Super Soldier (PC, PS3, Wii, Xbox 360)
- Renegade Ops (PS3, Xbox 360)
- Rise of Nightmares (Xbox 360)
- Shinobi (3DS)
- Sonic Generations (PS3, Xbox 360, 3DS)

Sony
- God of War Collection Volume II (PS3)
- Ico & Shadow of the Colossus Collection (PS3)
- Journey (PS3)
- Ratchet & Clank: All 4 One (PS3)
- Resistance 3 (PS3)
- Sly Cooper: Thieves in Time (PS3)
- Starhawk (PS3)
- Twisted Metal (PS3)
- Uncharted: Golden Abyss (PSVita)
- Uncharted 3: Drake’s Deception (PS3)
- Игры для PlayStation Vita (PlayStation Vita)

Square Enix
- Deus Ex: Human Revolution (PC, PS3, Xbox 360)
- Dungeon Siege III (PC, PS3, Xbox 360)
- Final Fantasy XIII-2 (PS3, Xbox 360)
- Hitman: Absolution (PC, PS3, Xbox 360)
- Tomb Raider (PC, PS3, Xbox 360)

THQ
- Darksiders 2 (PS3, Wii U, Xbox 360)
- Devil's Third (Xbox 360, PS3)
- Saints Row: The Third (Xbox 360, PS3, PC)
- WWE '12 (PS3, Xbox 360, Wii)
- UFC Undisputed 3 (PS3, Xbox 360)

Tecmo Koei
- Dynasty Warriors (PS Vita)
- Ninja Gaiden 3 (PS3, Wii U, Xbox 360)

Traveller's Tales
- Lego City Stories (3DS, Wii U)

Ubisoft
- The Adventures of Tintin: Secret of the Unicorn (PC, PS3, Xbox 360)
- Assassin’s Creed: Revelations (PC, PS3, Xbox 360, Wii U)
- Brothers in Arms: Furious 4 (PC, PS3, Xbox 360)
- Call of Juarez: The Cartel (PC, PS3, Xbox 360)
- Driver: Renegade (3DS)
- Driver: San Francisco (PC, PS3, Xbox 360)
- Far Cry 3 (PC, PS3, Xbox 360)
- Just Dance 3 (PS3, Xbox 360, Wii)
- Killer Freaks From Outer Space (Wii U)
- Raving Rabbids: Alive & Kicking (Xbox 360)
- Rayman Origins (PC, PS3, Wii, Xbox 360)
- Rocksmith (PC, PS3, Xbox 360)
- Tom Clancy's Ghost Recon Online (PC, Wii U)
- Tom Clancy’s Ghost Recon: Future Soldier (DS, PC, PS3, Xbox 360)
- TrackMania 2 (PC)
- Your Shape: Fitness Evolved 2012

Warner Bros.
- Bastion (PC, Xbox 360)
- Batman: Arkham City (PC, PS3, Wii U, Xbox 360)
- The Lord of the Rings: War in the North (PC, PS3, Xbox 360)

Wargaming.net
- World of Tanks (PC)

## Список заметных компаний
Ниже представлен список компаний, чья продукция наиболее ярко, заметно и объёмно демонстрировалась на E3 2011.
- 2K Games
- Activision
- Atari
- Atlus
- Bethesda Softworks
- Capcom
- Codemasters
- Crytek
- Disney Interactive Studios
- Electronic Arts
- Epic Games
- Konami
- LucasArts
- Majesco
- Microsoft Game Studios
- Namco Bandai Games
- Natsume
- Nintendo
- Nival
- Paradox Interactive
- Sega
- Sony
- Square Enix
- Tecmo Koei
- THQ
- Ubisoft
- Warner Bros.
- Wargaming.net[17]